# Psilotrichum amplum
Psilotrichum amplum är en amarantväxtart som beskrevs av Karl Suessenguth. Psilotrichum amplum ingår i släktet Psilotrichum och familjen amarantväxter. Inga underarter finns listade i Catalogue of Life.